# Cléville (Calvados)
Cléville é uma comuna francesa na região administrativa da Normandia, no departamento de Calvados. Estende-se por uma área de 8,53 km². Em 2010 a comuna tinha 380 habitantes (densidade: 44,5 hab./km²).